# Кале Бломквист
Кале Бломквист (на шведски: Kalle Blomkvist) е главният герой в поредица книги за деца на шведската писателка Астрид Линдгрен.
Кале е шведско момче, което иска да бъде детектив. С помощта на своите приятели той разрешава загадки и истински престъпления (убийство, отвличане). Освен това, Кале и другите деца водят „Война на розите“. Това е игра, в която всяка от двете противникови страни („Бялата роза“ и „Червената роза“) се стреми да отнеме и скрие от другата страна един специален камък (Великият Мумрих). Тези, които последно са скрили камъка, са длъжни да дават указания на другите за местоположението му, като указанията са под форма на загадки.
Поредицата за Кале включва книгите:
- „Кале детектива“ – Mästerdetektiven Blomkvist (1946)
- „Кале Бломквист живее опасно“ – Mästerdetektiven Blomkvist lever farligt (1951)
- „Кале Бломквист по следите на отвлечените“ – Kalle Blomkvist och Rasmus (1953).

Историите за Кале са филмирани – през 1947, 1953, 1957, 1996  и 1997 .